# Spiraea arcuata
Spiraea arcuata là loài thực vật có hoa trong họ Hoa hồng. Loài này được Hook. f. miêu tả khoa học đầu tiên năm 1878.